# (4910) Kawasato
(4910) Kawasato est un astéroïde de la ceinture principale aréocroiseur découvert le 11 août 1953 par l'astronome allemand Karl Wilhelm Reinmuth.

## Historique
Le lieu de découverte, par l'astronome allemand Karl Wilhelm Reinmuth, est Heidelberg (024).
Sa désignation provisoire, lors de sa découverte le 11 août 1953, était 1953 PR.
Son nom est un hommage à l'astronome japonais Nobuhiro Kawasato connu pour ses découvertes d'astéroïdes.

## Caractéristiques
Sa distance minimale d'intersection de l'orbite terrestre est de 0,633 159 ua.